# Karpaty (nave appoggio sottomarini)
La Karpaty (in russo «Карпаты»?; progetto 530 secondo la classificazione russa) è l'unica nave costruita di quella che, in occidente, è nota come classe Nepa. Si tratta di una nave progettata per svolgere operazioni di sollevamento delle navi affondate, in particolare dei sottomarini in difficoltà.
Oggi non è più operativa. La classificazione russa è in russo судоподъёмное судно?, sudopod"ëmnoe sudno, "nave da sollevamento", abbreviato SPS.

## Tecnica
La Karpaty è una nave progettata per svolgere operazioni di sollevamento dei sottomarini affondati. Si tratta di un mezzo estremamente ben equipaggiato, con una speciale poppa rialzata munita di estensori verso il mare, in modo da rendere molto più agevoli le operazioni di recupero. Tali operazioni sono rese possibili da:
- quattro montacarichi da 200 tonnellate, in grado di lavorare insieme;
- inoltre, fanno parte della dotazione di bordo due campane subacquee, una campana di salvataggio, tre camere di decompressione, ecc.[1]

## Il servizio
La Karpaty, costruita presso il cantiere navale di Mykolaïv, entrò in servizio il 29 settembre 1967. Di base a Kronštadt dal 1988 (la Flotta del Baltico, fino al 1988 la Flotta del Nord), non ha più preso il mare negli anni '90 a causa di fondi insufficienti ed è stata definitivamente radiata nel 2009.